# Villaggio Belvedere
Il Villaggio Belvedere è un complesso residenziale situato nel comune di Pistoia in località Scornio, tra via dei Prati, 1-7, 2-8 , via della Pineta, 2-8 , piazza Belvedere, 1, 2, 3, 5.

## Storia
Il villaggio Belvedere nacque come insediamento di edilizia popolare, gestito dallo IACP (Istituto autonomo case popolari) in accordo con l'INA-Casa. faceva parte di un quartiere satellite nella prima periferia nord della città, nei pressi dell'ottocentesco parco Puccini.
Alla metà degli anni 1950, l'architetto Cantamessi elaborò per la zona un piano di fabbricazione che prevedeva, nel lotto, quattro edifici sfalsati. Su incarico dell'INA-Casa, furono successivamente redatti due progetti, firmati rispettivamente da Leonardo Ricci e Leonardo Savioli, ciascuno relativo a una porzione del lotto. Il progetto di Ricci, ispirato a formule abitative d'avanguardia e lontano dalla prassi edilizia della committenza, non venne accettato dalla commissione tecnica comunale, mentre il progetto di Savioli, redatto nel 1957 in collaborazione con gli architetti Danilo Santi e Melucci, venne invece approvato e duplicato specularmente su tutto il lotto, ottenendo così quattro blocchi allineati e simmetrici rispetto a un asse viario centrale.
Durante la costruzione, che si concluse nel 1959, si dovette rinunciare, per motivi tecnici, all’idea di lasciare a vista i plinti di fondazione e di conferire un ruolo strutturale alle pareti in pietra dei piani terra. Gli infissi, inizialmente previsti in abete verniciato, vennero sostituiti poco dopo la fine dei lavori con serramenti in metallo rosso, a causa di problemi riscontrati soprattutto nelle ampie finestrature dei soggiorni.
Nonostante i vincoli economici imposti dalla progettazione di edilizia economica e popolare, il risultato si discostò sensibilmente dalla consueta produzione Ina-Casa. Il complesso, costituito da quattro palazzine di tre piani ciascuna, fu inaugurato nel 1960.
Nel tempo non si registrarono sostanziali modifiche alla volumetria degli edifici, mentre all’interno degli appartamenti le finiture vennero spesso alterate. Molte delle piccole terrazze con lavatoio, corrispondenti a cucina e bagno, furono chiuse con vetri e profilati in alluminio, spesso di colore differente rispetto al rosso metallico originario che caratterizzava il complesso.
Le aree verdi private assunsero un aspetto molto variegato e personalizzato, sia per la scelta delle recinzioni che per l’uso degli spazi disponibili a ciascun appartamento. I quattro edifici vennero ritinteggiati di recente, ma risultano ben visibili i segni del tempo sul cemento armato a faccia vista, che presenta in più punti ferri scoperti e arrugginiti negli esili pilastri di sostegno del primo piano.

## Descrizione
Le quattro palazzine si dispongono, nel lotto rettangolare, tra loro parallele, attestandosi con i lati corti sulla via dei Tigli, di principale percorrenza automobilistica. Da via dei Tigli partono tre strade carrabili che servono le residenze. Il percorso centrale spartisce il lotto a metà e gli edifici si collocano rispetto ad esso simmetricamente, a coppie.
I percorsi, soprattutto quelli pedonali, sono il filo conduttore della progettazione: entrano a far parte degli edifici sia come percorrenze sopraelevate che come spazi coperti. Essi rispondono al tema, caro a Savioli, della creazione di luoghi, di occasioni d'incontro e di socializzazione e costituiscono inoltre un modo per accentuare il carattere unitario dell'insediamento. Il percorso aereo, parallelo alla via dei Tigli, lega i vari corpi, attraversa gli appartamenti del primo piano e dà accesso, con scalinate, agli appartamenti del terzo piano. Sul sottostante percorso pedonale, coperto lungo via dei Tigli, avrebbero dovuto affacciarsi box e negozi, poi non realizzati. Per i singoli alloggi viene studiata una distribuzione interna molto semplice e funzionale.
Oltre a quelle esterne, tre scale interne servono ciascuna palazzina. Due di esse terminano con una sorta di altana, di "loggia-belvedere della tradizione della casa toscana", concepita dal progettista come stenditoio collettivo.
I due blocchi esterni usufruiscono di cantine concepite come corpi staccati e bassi, posti di fronte ai portoncini di ingresso, quasi a loro protezione.
Tra ciascuna coppia di palazzine si trovano, al piano terreno, in corrispondenza dei prospetti posteriori, piccoli giardini separati da un percorso pedonale. Perpendicolarmente a questo ne corre un altro che prosegue all'interno degli edifici. I fronti lunghi risultano, quindi, tra loro, in stretto colloquio reciproco.
La semplicità e l'economicità dei materiali utilizzati, cemento a vista per lo scheletro strutturale e per gli architravi delle finestre, muratura intonacata per i tamponamenti, convivono volutamente con una attenta cura del particolare, nonché con una ricercatezza nella progettazione delle aperture, degli aggetti delle coperture e delle aeree strutture verticali.

## Fortuna critica
Il villaggio Belvedere, benché opera di sicuro interesse nel panorama dell'architettura italiana di metà secolo scorso, tuttavia non figura tra quelle più note della produzione di Leonardo Savioli. Paolo Portoghesi vede nel quartiere Belvedere la controfaccia ottimista dei disegni intimisti della fine degli anni Cinquanta e individua nell'opera un aspetto utopistico. Secondo Fabrizio Brunetti, gli edifici del quartiere Belvedere costituiscono "un episodio tra i più significativi della continua ricerca di affinamento linguistico che caratterizza l'iter progettuale savioliano negli anni Cinquanta e che si manifesta nell'intenzione di far scaturire le soluzioni formali dall'esplicitazione dell'organizzazione strutturale e dall'accostamento sapiente dei materiali", da cui discende anche una attenzione all'aspetto coloristico. Brunetti inoltre evidenzia il "tentativo del progettista di dar vita a un complesso integrato grazie soprattutto all'uso di collegamenti pedonali a livelli diversi...". Marco Dezzi Bardeschi individua nel progetto influenze di Le Corbusier "...ma piegato alla tradizione tardorurale toscana".